# Paul Gilbert
Paul Brandon Gilbert (Carbondale, Illinois, 6 de novembro de 1966) é um guitarrista virtuoso estadunidense. Fez parte de bandas como Racer X na década de 1980, e do Mr. Big até 1996. A partir de então, se dedicou exclusivamente a carreira solo, compondo, tocando e cantando,  lançando inúmeros álbuns solo, e aparecendo em inúmeras colaborações e participações em álbuns de outras bandas e músicos. Em 2009 se juntou ao Mr. Big novamente para uma turnê de reunião.
Gilbert aparece na 4a posição da lista "Top 10 Greatest Guitar Shredders of All Time" da revista Guitar One. Ele também se foi considerado um dos "50 Guitarristas mais rápidos de todos os tempos" pela revista Guitar World.
Ele lançou também algumas videoaulas, como "Intense Rock - Sequences & Techniques", "Intense Rock II", "Guitars from Mars", "Guitars from Mars II" e "Terryfying Guitar Trip", onde demonstra suas habilidades como guitarrista e como instrutor, ensinando a tocar violão com um senso de humor muito bom. Entre seus ex-alunos mais proeminentes estão Buckethead e Akira Takasaki. Ele também lecionou na academia de música GIT no Japão e Los Angeles.

## Biografia
Paul Brandon Gilbert nasceu em 6 de novembro de 1966 em Carbondale, Illinois, EUA. Aos cinco anos ganhou uma guitarra e um amplificador de brinquedo de presente de seus pais. Pouco tempo depois começou a ouvir grandes bandas de heavy metal clássico e hard rock como Led Zeppelin, Aerosmith, Kiss, Heart e Black Sabbath. Mais tarde, dois grandes shows tiveram um forte impacto em sua decisão de ser músico: Van Halen e Ozzy Osbourne (com Randy Rhoads).
Aos 17 anos, Paul Gilbert enviou uma fita demo ao presidente da Shrapnel Records (companhia especializada em álbuns instrumentais), Mike Varney. Mike adorou o trabalho e, embora houvesse a intenção por parte da empresa em contratar o jovem guitarrista, por algum motivo o contrato não aconteceu.
Em 1984, após terminar seus estudos, Paul se mudou para Los Angeles para estudar no GIT. Um ano depois se tornou professor da escola (atualmente leciona também no MI Japan). Nessa mesma época formou o Electric Fence com outros dois amigos, tocando apenas covers.
Em 1986 formou o Racer X com alguns amigos onde ficou até 1988. Em 1989 formou o Mr. Big e tocou com eles até 1996 (embora sua saída oficial da banda tenha sido anunciada apenas em 1999). Em 1997, gravou seu primeiro álbum solo “King of Clubs”. Em outubro de 1999 Paul Gilbert e seus companheiros anunciam a volta do Racer X e de lá para cá Paul vem gravando novos trabalhos de sua carreira solo, além de novos álbuns com o Racer X.
Fã de música pop, adora colocar em seus álbuns e shows, músicas dos artistas mais inesperados como Spice Girls, Frank Sinatra, Abba, entre outros.
O guitarrista tem um certo senso de humor e costuma usar isso em sua carreira seja nas fotos com roupas e guitarras extravagantes, seja nas mágicas que faz em uma de suas vídeo-aulas. Ele usa até mesmo uma furadeira com palhetas adaptadas na broca para poder tocar guitarra.
O bom humor parece vir de família, no álbum Raw Blues Power que Paul gravou com seu tio Jimi Kidd, uma de suas grandes influências, na foto da capa está seu tio a imitar Mick Jagger.
Em 2018 mudou-se de Los Angeles para Portland, no estado do Oregon, com a intenção de ter um ritmo de vida mais leve.
Corriam boatos que Paul Gilbert seria Buckethead, fato desmentido por ele mesmo.

## Shrapnel Records
Gilbert nasceu em Greensburg. Pensylvania.
Por volta de 1981-82, fez o primeiro contato com Mike Varney, fundador da Shrapnel Records, pedindo por um show com Ozzy Osbourne. Naquela época, Varney não poderia imaginar o que faria Ozzy querer um guitarrista de 15 anos de idade, mas depois de ouvir sua demo, mudou de ideia. Paul apareceu na revista americana Guitar Player com quinze anos. Eles conversaram pelas 3 semanas seguintes, até que Paul foi para Los Angeles estudar no Instituto de Guitarra e Tecnologia, então ele estava pronto para lançar o primeiro álbum do Racer X, Street Lethal.

## Racer X

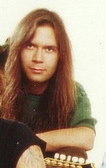
Paul Glibert em 1992

Formado em Los Angeles em 1985, Racer X era composto por Paul Gilbert (guitarra), Juan Alderete (baixo), Harry Gschoesser (bateria) e Jeff Martin (vocal).
Eram fortemente influenciados pela banda Judas Priest e a forma de tocar guitarra de Paul Gilbert lembrava Yngwie Malmsteen, mostrando solos rápidos com técnicas de altíssimo nível. Gschoesser foi substituído por Scott Travis (mais tarde conhecido por ser o baterista do Judas Priest) em 1986, e Bruce Bouillet foi adicionado como segundo guitarrista.
Bouillet era um guitarrista muito habilidoso, sendo que sempre tinha que tocar as frases de extrema dificuldade criadas por Paul Gilbert. Paul ganhou reconhecimento como um dos guitarristas mais rápidos do mundo por conta de suas incríveis músicas técnicas como "Technical Difficulties", "Frenzy", "Scarified", "Y.R.O." e "Scit Scat Wah".
Gilbert deixou o Racer X em 1988. A banda continuou então por um curto período de tempo com o guitarrista Chris Arvin e o vocalista Oni Logan (mais tarde na banda George Lynch, Lynch Mob) quando o vocalista Jeff Martin saiu para tocar bateria na banda de Jake E. Lee, Badlands, no qual substituiu Eric Singer que havia saído para tocar com Alice Cooper. Logo depois, os membros do reinventado Racer X se separaram. A banda original iria se reunir novamente (mas sem Bruce Bouillet, que produziu o primeiro disco de reunião).
Paul contatou os membros do Racer X e todos concordaram em retornar, com exceção de Bruce Bouillet. Na metade de 199 a banda gravou o álbum Technical Difficulties. Technical Difficulties ganhou disco de ouro no Japão e a nova gravadora do Racer X pediu um acompanhamento.
No final do ano 2000, a banda lançou outro álbum, Superheroes. Este álbum foi mixado pelo antigo guitarrista da banda, Bruce Bouillet.
A fim de capitalizar sobre o recente sucesso no Japão, a Universal japonesa requisitou que a banda gravasse um show para outro CD e DVD ao vivo. Em 25 de Maio de 2001, a banda fez seu primeiro show em 13 anos em um show "sold-out" no Whisky a Go Go em Los Angeles. O show foi gravado em áudio e vídeo, e em 2002, foi lançado em CD e DVD o Snowball of Doom.
Em Janeiro de 2002, o Racer X fez uma tour pelo Japão e Taiwan divulgando seus álbuns Superheroes e Snowball of Doom. A banda fez esses shows vestindo fantasias de super-heróis, e no último show, em Yokohama, foi gravado todo o áudio em duas trilhas captadas pela mesa de som, e mais tarde lançado sob o nome de Snowball of Doom 2. Ao final daquele ano, a Universal pediu por outro álbum do Racer X. Em Outubro de 2002, todos os 4 membros da banda foram para a casa de Paul Gilbert em Las Vegas para gravar o álbum Getting Heavier, que foi vendido junto com o Snowball of Doom 2 num pacote. Embora o álbum tenha sido um sucesso no Japão, alguns fãs ficaram desapontados com as músicas mais 'light' , o que lembrava mais um álbum solo do Paul Gilbert do que um tradicional álbum do Racer X.
Racer X tocou em 2009 na NAMM, no Anaheim Convention Center na California. Andy Timmons e sua banda abriram o show, seguido por um show solo do Paul Gilbert e, finalemente, Racer X. O Racer X naquela ocasião era Paul Gilbert, Scott Travis, Jeff Martin e John Alderete.

## Mr. Big
Quando Billy Sheehan saiu da banda de David Lee Roth em 1988, ele se juntou com Paul Gilbert, que havia saído de sua banda Racer X. Fundaram o Mr. Big, com Pat Torpey na bateria e o cantor Eric Martin. A banda teve inicialmente um sucesso enorme no Japão, e se tornou famosa internacionalmente em 1991, com o lançamento de seu segundo álbum, Lean Into It. Este álbum trazia a balada "To Be With You", que recebeu uma mídia incrível e chegou ao número 1 na Billboard
Gilbert continuou tocando no Mr. Big até o final dos anos 1990. Saiu da banda em 1997 para continuar com sua carreira solo, e foi substituído por Richie Kotzen. Mr. Big se separou definitivamente em 2002.
Em Junho de 2009, Paul Gilbert reuniu os membros originais do Mr. Big; Eric Martin (vocal), Billy Sheehan (baixo) e Pat Torpey (bateria), para uma turnê mundial de reunião. Gravaram o novo álbum com o produtor Kevin Shirley intitulado What If.... O álbum foi lançado no Japão em 15 de Dezembro de 2010, na Europa em 21 de Janeiro de 2011 e nos EUA em Fevereiro de 2011. Uma turnê de divulgação do álbum começou em Hollywood, na House of Blues em Abril de 2011 e seguiu então para muitas datas no Japão no mesmo mês. Em Maio e Junho de 2011 a tour continuou pela China, Coreia, Filipinas e Europa. Em Julho a banda passou pela América do Sul e seguiu para uma longa turnê pelos EUA. A turnê então terminou com mais algumas datas na Europa.

## Cronologia, por ele mesmo
- 1966: Nascido em 6 de Novembro em Carbondale, Illinois.
- 1969: Mudei para área rural da Pennsylvania.
- 1971: Ganhei minha primeira guitarra: Uma Sears “Deluxe” toda em metal com um cabo preso por uma ventosa e um amplificador de papelão que funcionava a bateria. Eu queria ser um Beatle.
- 1972: Ganhei meu primeiro violão que funcionava: Um violão Stella. Meus pais me compraram o “Are you Experienced” do Jimi Hendrix num bazar de garagem por 1 dólar.
- 1973: Tomei aulas de guitarra. O professor usava o método “Mel Bay”. Eu desisti depois de algumas aulas por que ouvir música estava sendo chato e não eram minhas bandas favoritas, que eram: The Beatles, The Osmonds, The Jackson Five, David Bowie, Led Zeppelin e  Black Sabbath.
- 1976: Meu professor de música do 4° ano mostrou para a classe os passos de uma escala maior na lousa. Eu cheguei em casa e fiz a escala em uma corda do meu violão. Logo o violão começou a fazer sentido para mim. Comecei a aprender de ouvido.
- 1977: Eu toquei pela primeira vez uma guitarra: Uma Ibanez Destroyer do meu tio Jimi. Eu fiquei excitado pois era fácil de tocar!
- 1984: Comprei uma Gibson Les Paul e um amplificador Fender Vibro Champ. A mulher da loja de música me disse: “se você colocar seu amplificador acima de 3 ele vai QUEBRAR!”. Eu estava no 10 em uma semana. Não quebrou.
- 1979: Eu entrei na minha primeira banda de rock. Nós nos chamávamos PARADIZ. Era para ser PARADISE, mas o baterista correu para fora da sala quando ele estava pintando o logo no bumbo. Nós tocámos “Hold the Line” do Toto e “Renegade” do Styx. Eu toquei guitarra, mas eu também cantei nas músicas "Rain" dos Beatles e “Take the Money and Run” da Steve Miller Band. Tinha um baixista e um guitarrista solo na banda. Nós três plugados no meu Vibro Champ.
- 1981: Eu montei minha primeira banda que soava bem. Nos chamávamos “The Atomic Basement Band” e mais tarde “Missing Lynx”. Nós tocamos um monte de Rush, Van Halen, UFO e nossas velhas canções. Eu comprei um Ampeg V-4 amp.
- 1982: Eu mandei uma fita da minha banda para o produtor Mike Varney e ele me colocou na coluna FOCO da revista Guitar Player. Eu continuei tocando em bandas de rock locais na Pennsylvania. Meu pai comprou um monte de maple e me fez uma guitarra Flying V.
- 1984: Me mudei para Hollywood para frequentar o G.I.T. Eu conheci o baixista John Alderete e o baterista Harry Gschoesser que eram alunos também. Nós estudávamos todas as manhãs, as 7, na escola, por que ninguém mais era doido o suficiente em levantar a essa hora para usar as salas. Mike Varney me ajudou a encontrar Jeff Martin que estava cantando na maior banda de metal de Phoenix, “Surgical Steel”. Racer X começou! Eu mantinha uma Lee Jackson modificada e um Marshall de 50 watts no meu armário da escola.
- 1985: Me graduei no G.I.T. e me tornei professor. Jeff, John, Harry e eu fomos para o norte da Califórnia para gravar o primeiro disco do Racer X, “Street Lethal”. Eu usei uma Squier Strato emprestada e uma guitarra custom Wayne Charvel para gravar.
- 1986: Continuei a ensinar no M.I. Bruce Bouillet foi um dos meus alunos. E ja era um grande guitarrista e ele aprendia as coisas que eu ensinava quase que instantaneamente. Nós começamos a tentar fazer coisas em harmonia e ficava incrível, então eu pedi para ele se juntar ao Racer X. Ele veio! O visto de Harry Gschoesser venceu, então ele voltou para a Áustria. Scott Travis se juntou a banda. Eu comprei uma velha guitarra, Epiphone Olympic anos 1960 e melhorei ela com novos captadores e uma ponte Kahler.
- 1987: Racer X começou a tocar nos bares de L.A. Em poucos meses nós estávamos vendendo mais que Tronbadour e The Roxy. Steve Vai e Billy Sheehan foram muitas vezes nos ver. Nós gravamos nosso segundo disco, “Second Heat”.
- 1988: Racer X estava vendendo bem nos maiores e melhores clubes de L.A. Nós gravamos “Extreme Volume” ao vivo no The Country Club. Eu conheci alguns caras da Ibanez. Eu amei as guitarras e quis elas. Me lembrou a incrível guitarra do meu tio Jimi. Então eu comecei a ser endorsado pela Ibanez. Eu recebi uma ligação de Billy Sheehan. E se eu queria formar uma banda com ele.
- 1989: Eu quis! A banda se tornou o Mr. Big. Nós escrevemos e gravamos nosso primeiro disco muito rápido, e estávamos em uma turnê de ônibus logo em seguida. Meus sonhos de rockstar estavam se tornando realidade! Nós excursionamos por toda América (EUA) e também fomos ao Japão onde eu ganhei de presente um barbeador no formato do Godzilla. Eu pedi à Ibanez para pintar buracos falsos em formato de “F” num modelo RG, e a PGM nasceu!
- 1990: Mr. Big continuou em turnê. Nós gastamos muitos meses como headliners e também abrirmos para nossos heróis de infância, Rush. Eu comecei a escrever uma coluna para a revista Guitar Player chamara “Terrifying Guitar 101″.
- 1991: Mr. Big gravou seu segundo disco “Lean Into It”. Nós voltamos para estrada e fomos à Europa pela primeira vez. Nós excursionamos de novo com o Rush pela America (EUA).
- 1992: A música “To Be With You” explodiu nas paradas e chegou a número 1 nos EUA e em 12 outros países. Nós tocamos no Tonight Show e no David Letterman. Nós tocamos na arena Budokan, Japão.
- 1993-1996: Mais discos do Mr. Big e mais turnês. Eu sobrevivi ao terremoto de Northridge, me casei, e me mudei para Las Vegas. Eu montei um estúdio de gravação na minha casa e o chamei de Batgirl. Eu experimentei um novo amplificador Laney e amei. Comecei a ser endorsado por eles.
- 1997: Deixei o Mr. Big para começar uma carreira solo. Bruce Bouillet gravou e foi o engenheiro do meu primeiro disco solo “King of Clubs”. Bruce também se juntou a mim para uma incrível JAM de 20 minutos com John Alderete no baixo e Jeff Martin na bateria.
- 1998: Excursionei pelo Japão como um artista solo e cantor. Gravei meu segundo CD “Flying Dog” e me divorciei.
- 1999: Gravei o “Beehive Live” ao vivo no Japão, e me juntei ao Racer X de novo para gravar “Technical Difficulties”.
- 2000: Mais discos solo. Mais discos do Racer X. Workshops da Ibanez. Colunas em revistas Japonesas. Mais equipamentos de estúdio e leitura de manuais. Estudando japonês. É divertido ser um workaholic!
- 2001: Eu comprei um apartamento em Tokyo para tirar uma folga por alguns meses. Viajei de volta aos EUA para gravar “Raw Blues Power” com meu tio Jimi, e “Snowball of Doom - Live” com Racer X, nosso primeiro disco ao vivo desde os anos 1980! Então voltei para Tokyo para produzir uma banda japonesa chamada Mr. Orange.
- 2002 - 2003: Mais álbuns, mais turnês, “mais Japão”, me tornei um membro honorário do M.I. Japan e fiz uma turnê em 8 cidades. Ser um workaholic estava se tornando cansativo. Eu comuniquei que eu não poderia usar meu ouvido esquerdo no fone ou entender o que as pessoas falavam.
- 2004: Eu voltei para Los Angeles, vendi a casa em Las Vegas e decidi tirar férias.
- 2006: Gravei um disco instrumental.

## Projetos
Em Maio de 2003 ele tocou em duas apresentações sob o nome de Yellow Matter Custard, um cover de Beatles que tinha Mike Portnoy (Dream Theater), Neal Morse (ex-Spock´s Beard), e Matt Bissonette. Eles tiraram o nome de uma música chamada I Am the Walrus: "Yellow matter custard, dripping from a dead dog's eye".
Ele se juntou a Portnoy junto com Dave LaRue e Daniel Gildenlöw para uma banda tributo ao Led Zeppelin chamada Hammer of Gods, em 2004. Em Setembro de 2005, ele se juntou a Portnoy, Sean Malone e Jason MacMaster na banda tributo ao Rush, Cygnus and the Sea Monsters. Em Maio de 2006, ele se juntou a Portnoy, Gary Cherone e Billy Sheehan para formar o Amazing Journey: A Tribute to The Who, fazendo três shows. A banda (excluindo Sheehan) destruiu seus equipamentos após o show em homenagem ao The Who (que fazia o mesmo após seus shows).
Ele também foi mencionado como o guitarrista convidado no álbum solo de Neal Morse, Sola Scriptura.
Em 2007, Paul Gilbert fez uma turnês com Bruce Bouillet para promover seu primeiro álbum instrumental, Get Out of My Yard, que foi lançado em 2006. Junto com ele também estava sua esposa, Emi Gilbert, no teclado. Paul Gilbert também se juntou a Joe Satriani e John Petrucci na turnê do G3.
No dia 23 de Janeiro de 2008, Paul lançou um CD instrumental chamado Silence Followed By a Deafening Roar. Foi lançado na Europa no dia 31 de Março de 2008 e nos EUA no dia 8 de Abril de 2008. Este foi seu segundo álbum instrumental.
No dia 22 de Outubro de 2008, Paul lançou um álbum com o vocalista Freddie Nelson. A colaboração foi descrita como algo entre Queen e Mr. Big. Fizeram os primeiros shows em Fevereiro de 2009.
Paul com o Racer X fez um show na NAMM de 2009 no Centro de Convenções Anaheim, California. Andy Timmons e sua banda abriram o show, seguido por um set solo de Paul Gilbert e finalmente o Racer X. A formação da banda foi Paul Gilbert, Scott Travis, Jeff Martin e John Alderete.
Paul juntou-se também a George Lynch e Richie Kotzen na Guitar Generation Tour.

## Equipamento e estilo
- Guitarras: várias Ibanez PGM, principalmente as PGM 301. Usa captadores DiMarzio Tone Zone em quase todas as guitarras e também Super Distortion também da DiMarzio; porém, nos últimos anos Gilbert vem utilizando DiMarzios Paf pro's tanto na ponte como no braço. Ele também prefere o timbre de guitarras com ponte fixa. Usa cordas RPS da Ernie Ball. Usa também, principalmente em estúdio, modelos semi-acústicos Pat Metheny da Ibanez, as PM 120.
- Amplificadores: atualmente[quando?] um Marshall Vintage Modern e gabinetes de 2x 12 também da Marshall.
- Efeitos: usa a distorção do amplificador e quase não usa efeitos. Ele também usa um Tube Screamer da Ibanez para boost de distorção usa um pedal signature de flanger da Ibanez chamado Airplane, um Digital Delay da Boss e um pedal Detox Eq Signature.
- Estilo: é mestre da palhetada alternada. Usa muitos saltos de cordas (string -skiping). Usa e abusa das pentatônicas. Não usa muito a alavanca e prefere vibratos feitos apenas com os dedos. Mestre também da improvisação rápida, geralmente em JAM's com outros guitarristas

## Discografia
| - Trouble In The Streets (1985) - Street Lethal (1986) - Second Heat (1987) - Live Extreme, Volume (1988) - Live Extreme, Volume 2 (1992) - Technical Difficulties (1999) - Scarfied (1999) - Superheroes (2000) - Snowball of Doom (2002) - Getting Heavier (2002) - Snowball of Doom (2002) - Mr. Big (1989) - Raw Like Sushi (1990) - Lean Into It (1991) - Raw Like Sushi II (1992) - Bump Ahead (1993) - Japandemonium: Raw Like Sushi 3 (1994) - Channel V at the Hard Rock Live (1996) - Hey Man (1996) - Big Bigger Biggest: Greatest Hits (1996) - Back To Budokan (2009) - What if... (2010) - Tribute to Jimi Hendrix (EP) (1991) - King of Clubs (1998) - Flying Dog (1999) - Beehive Live (1999) - Alligator Farm (2000) - Raw Blues Power With Jimi Kidd (2002) - Burning Organ (2002) - Paul the Young Dude/The Best of Paul Gilbert (2003) - Gilbert Hotel (2003) - Acoustic Samurai (2003) - Space Ship One (2005) - Get Out of My Yard (2006) - Tough Eskimo (limited edition EP) (2007) - Silence Followed By A Deafening Roar (2008) - United States With Freddie Nelson (2009) - Official Bootleg – Live in Osaka (2009) - Official Bootleg – Live in Nagoya (2009) - Official Bootleg – Live in Tokyo 1 (2009) - Official Bootleg – Live in Tokyo 2 (2009) - Fuzz Universe (2010) - Vibrato (2012) | - Atomic Basement Tapes - Missing Lynx (1981) - Revelation - Banda Darrell Mansfield(1985) - Pump It!' - Jeff Berlin (1986) - Out of the Sun - Joey Tafolla (1990) - Humanary Stew - A Tribute to Alice Cooper - Guitars That Rule the World (1992) - Smoke On The Water: A Tribute (1994) - Jeffology: A Guitar Chronicle (1996) - Akira Takasaki - Wa (1996) - Merry Axemas: A Guitar Christmas (1997) - Mikazuki "In Rock" Trilha Sonora, Guitar on tracks "Crescent Moon" & "Theme for Kazeo" (2000) - Becker 2001, Warmth in the Wilderness -A Tribute to Jason Becker(Guitarras e vocais em Hawkin) - Hughes Turner Project - HTP (2002) - Battle Gear III: The Edge (tocou em "Charge and Discharge," "Morning View," e "The Machine of Rage" bonus tracks) (2003) - Kim Fox Return to Planet Earth (2003) Guitarra na faixa 4 - Guitar Wars (2003) - Return to the Planet Earth - Kim Fox (2003) - One Night in New York City - Yellow Matter Custard (2003) Disponível @ MikePortnoy.com - "Mieze" - Marco Minnemann (2004) - "Contraire de la chanson" - Marco Minnemann (2006) - Light at the End of the Tunnel - War & Peace (2006) (com Richie Kotzen, John Norum, Jeff Pilson) - Two Nights In North America - Hammer of the Gods (2006) Disponível @ MikePortnoy.com - One Night in Chicago - Cygnus and the Sea Monsters (2006) Disponível @ MikePortnoy.com - Live with Sex Machineguns - Tokyo (2005) - One Night in New York City - Amazing Journey (2007) Disponível @ MikePortnoy.com - Spin The Bottle - An All Star Tribute To Kiss (guitarras em "I Want You") (2004) - Numbers from the Beast - An All Star Tribute to Iron Maiden (guitarras em "The Evil That Men Do") (2005) - Evil Lives: A True Metal Tribute to Black Sabbath (com Racer X na faixa 4: "Children of the Grave") (2006) - The Fool - Jeff Martin album solo (2006) - Sola Scriptura - Neal Morse (2007) - G3 Tour (2007) - Guitar Hero Hero (Beating Guitar Hero Doesn't Make You Slash) - MC Lars (2008) - One More Night in New York City - Yellow Matter Custard (2011) Disponível @ MikePortnoy.com - The Source - Ayreon (2017) Em cada álbum de sua carreira solo ele grava ao menos um tema instrumental erudito, porém mudando o nome das obras: - "Gilberto Concerto" é o Concerto para Cravo em Lá Maior de J.S. Bach. - "The Jig" é a Giga da Suíte Inglesa No. 2 em lá menor de J.S. Bach. - "B.R.O." é Prelúdio em Ré menor dos "Nove Pequenos Prelúdios" de J.S. Bach. - "G.V.R.O." é a Variação Goldberg No. 1 de J.S. Bach. - "N.F.R.O." é a Variação Goldberg No. 5 de J.S. Bach. - "W.T.R.O.” é o Prelúdio em Dó Maior do Cravo Bem Temperado de Bach. - "Whole Lotta Sonata" é uma Sonata para Piano em Dó Maior de Amadeus Mozart. |

## Videografia
- Intense Rock - Sequences & Techniques versão VHS
- Intense Rock II versão VHS
- Guitars from Mars DVD japonês
- Guitars from Mars II DVD japonês
- Terrifying Guitar Trip versão VHS
- Eleven Thousand Notes DVD
- Guitar Wars DVD
- Space Ship Live DVD (2005)
- Complete Intense Rock DVD (2006)
- Terrifying Guitar Trip DVD (2006)
- Get Out Of My Yard Guitar Instructional DVD (2007)
- Get Out Of My City Guitar Instructional DVD/VCD (2007)
- One Night In New York City - Yellow Matter Custard (2003)
- Two Nights In North America - Hammer Of The Gods (2006)
- One Night In Chicago - Cygnus And The Sea Monsters (2006)
- One Night In New York City - Amazing Journey (2007)
- Silence Followed By A Deafening Roar Guitar Instructional DVD And Shred Annex (2008)
- The Last Note of Freedom
- One More Night In New York City - Yellow Matter Custard (2011)